# Melitaea cinereoradiata
Melitaea cinereoradiata är en fjärilsart som beskrevs av Felix Bryk 1940. Melitaea cinereoradiata ingår i släktet Melitaea och familjen praktfjärilar. Inga underarter finns listade i Catalogue of Life.